# Линия 3 (метрополитен Валенсии)
Линия 3 (исп. Línea 3) — линия метрополитена Валенсии, которая обозначается на картах красным цветом и значком . В состав линии входят 27 станций, общая длина — 24,7 км. Соединяет аэропорт Валенсии и муниципалитет Рафельбуньоль в районе (комарка) Уэрта-Норте. Самая загруженная линия метрополитена.

## История
Линия 3 основана на старой железнодорожной линии, которая соединяла вокзал «Валенсия — Понт-де-Фуста» и город Рафельбуньоль, проходящая в своё время от города Альборая (станция Пальмарет) до станции «Понт-де-Фуста». Сейчас станция находится на линии 4 метрополитена.
Чтобы подвести линию 3 к центру Валенсии, в 1992 году под ней был спроектирован туннель. 5 мая 1995 года открылся участок между станцией Пальмарет (на поверхности до 2010 года), расположенной в городе Альборая, и станцией Аламеда, расположенной под Выставочным мостом.
Позже, 16 сентября 1998 года, эта линия была продлена до станции Avinguda del Cid. Во время этого продления также была построена техническая ветка, которая находится между станциями Colón и Jesús. Эта техническая начинается в нескольких метрах от станции Xàtiva и заканчивается в нескольких метрах от станции Jesús. Таким образом, линии 1 и 2 были связаны с линией 3, а в 2003 году ветка была переведена на линию 5. Позже, в 2015 году, ветка была переведена на текущую линию 7.
20 мая 1999 года было произведено продление линии до станции «Мислата-Алмассил» в соседнем городе Мислата.
В апреле 2007 года для посетителей был открыт дополнительный участок между станцией Мислата-Алмассил и аэропортом Манисес (станция «Аэропорт»).

## Станции и технические характеристики линии
На линии расположено несколько станций, суммарный годовой пассажиропоток которых превышает 1,5 млн.человек по состоянию на 2019 год. Это станции Xàtiva (5 459 784 пассажиров, самая загруженная станция линии), Colón (4 520 931), Àngel Guimerà (3 067 957), Facultats-Manuel Broseta (1 951 546), Benimaclet (1 837 812), Mislata (1 708 658) и Avinguda del Cid (1 598 112).